# Ihar Hurynovič
Ihar Hurynovič   (Minsk, 5 de març de 1960) és un exfutbolista belarús de la dècada de 1980.
Fou 3 cops internacional amb la selecció de Belarús.
Pel que fa a clubs, defensà els colors de Dinamo Minsk, Brighton & Hove Albion FC i CE Castelló.